# Metrópole de Hong Kong e do Sudeste Asiático
A Metrópole de Hong Kong e do Sudeste Asiático (em chinês: 正教會普世宗主教聖統香港及東南亞都主教教區) é uma diocese do Patriarcado Ecumênico de Constantinopla. Localizado em Hong Kong, possui jurisdição sobre os cristãos ortodoxos do Sudeste Asiático. O anuncio foi feito em novembro de 1996, durante uma visita do patriarca Bartolomeu I de Constantinopla à região.

## História
Em 1996, após uma decisão do Patriarcado Ecumênico de Constantinopla, a Metrópole da Nova Zelândia cedeu parte de sua jurisdição para a criação de uma nova metrópole, baseada em Hong Kong. Ela teria jurisdição sobre todo o Sudeste Asiático, além da China (e suas regiões administrativas), Afeganistão, Bangladesh, Índia, Maldivas, Mongólia, Nepal, Paquistão, Sri Lanka e Taiwan. Sua sede seria a Catedral de São Lucas.
Em 2008, o Patriarcado Ecumênico fundou a Metrópole de Singapura e do Sul da Ásia, transferindo a jurisdição hong-konguesa sobre o Afeganistão, Bangladesh, Brunei, Índia, Indonésia, Malásia, Maldivas, Nepal, Paquistão, Singapura, Sri Lanka e Timor para a nova metrópole.